# إلهام بديع
إلهام بديع (1946 -) هي ممثلة ومغنية شعبية مصرية.

## مسيرتها
بدأت نشاطها الفني في نهاية الخمسينيات وانضمت لفرقة رضا للفنون الشعبية ونالت شهرة واسعة بأغنيتها «يا حضرة العمدة....إبنك حميدة حدفنى بالسفاندية» ومن أشهر أغانيها «البلبل غنى على سنبل الغلة» و «إحنا اللي ضربنا الهوا دوكو» و «رنة الخلخال». وقد اشتركت بالغناء في السينما المصرية في فيلم «دماء على النيل» عام 1961 وفيلم «لعبة الحب والجواز» عام 1964 وفيلم «امتثال» عام 1972.

## فيلموجرافيا
إشتركت إلهام بديع بالغناء في السينما المصرية بثلاثة أفلام.
| تسلسل | اسم العمل         | السنة | ملاحظات       |
| ----- | ----------------- | ----- | ------------- |
| 1     | دماء على النيل    | 1961  | شاركت بالغناء |
| 2     | لعبة الحب والجواز | 1964  | شاركت بالغناء |
| 3     | امتثال            | 1972  | شاركت بالغناء |

## وصلات خارجية
- إلهام بديع على موقع الدهليز
- إلهام بديع على موقع قاعدة بيانات الأفلام العربية

لم يتم العثور على روابط لمواقع التواصل الاجتماعي.